# 于鬯
于鬯（约1862年-1919年），字醴尊，一字东厢，自号香草。江苏南汇（今上海南汇）人。清朝末年学者，在经学、先秦诸子、历史学、楚辞等方面颇有研究。

## 生平
14岁时，他进入县学读书。光绪十二年（1886年），他参加了松江府岁考，受到学使王先谦赏识，列为榜首。光绪二十三年（1897年）于鬯拔贡生。此后致力于经史，刊正了自汉朝郑玄至清朝王念孙的历代学者有关四书五经的注疏，撰成《香草校书》六十卷。他还曾任教于芸香草堂。

## 重要著作
- 《香草校书》
- 《香草续校书》
- 《周易读异》
- 《尚书读异》
- 《仪礼读异》
- 《新定鲁论语疏正》
- 《史记散笔》
- 《楚词新志》
- 《香草随笔》
- 《香草谈文》
- 《花烛闲谈》
- 《闲书四种》